# Stilobezzia unicellula
Stilobezzia unicellula är en tvåvingeart som beskrevs av Clastrier 1985. Stilobezzia unicellula ingår i släktet Stilobezzia och familjen svidknott.
Artens utbredningsområde är Guinea. Inga underarter finns listade i Catalogue of Life.